# Megalitická kultura

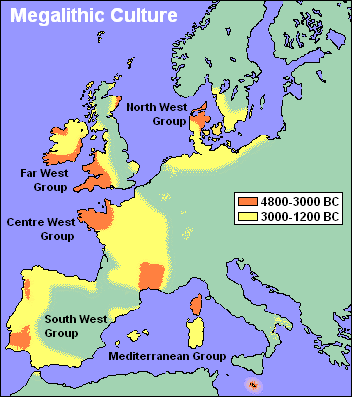
Vývoj evropské megalitické kultury

Jako megalitická kultura se nepřesně označuje řada vzájemně nesouvisejících kultur z období pozdního neolitu, eneolitu a doby bronzové, jejichž jediným společným znakem jsou stavby z převážně velikých kamenných kvádrů a bloků (megality, resp. megalitické stavby). Název pochází z řeckého mega (velký) a lithos (kámen).

## Časové období
I když se stále ještě o stáří mnoha památek diskutuje, je možno pro Evropu zvolit následující hrubý časový přehled, kdy megalitické památky vznikly:
- Palestina: 9000 – 2000 př. n. l.
- Malta: 4000 – 2000 př. n. l.
- Sardinie: 3000 – 600 př. n. l.
- Korsika: 3000 – 1000 př. n. l.
- Francie, Bretagne: 4500 – 2000 př. n. l.
- Pyrenejský poloostrov: 4000 – 2000 př. n. l.
- Irsko, Anglie: 3500 – 1500 př. n. l.
- Nizozemsko, Německo, Polsko, Skandinávie: 4000 – 2000 př. n. l.

## Území megalitické kultury
Dnes známá naleziště památek této kultury se táhnou téměř polokruhem od Skandinávie, před Britské ostrovy, Francii, Pyrenejský poloostrov až po středomořské ostrovy (kde zahrnují i severoafrické pobřeží); další naleziště jsou v severním Německu, na Balkáně, v Palestině, Turecku. Jen málo se dosud ví o spojitosti se stavbami podobného charakteru na ostatních kontinentech.

### Britské ostrovy
- Stonehenge

### Středozemí

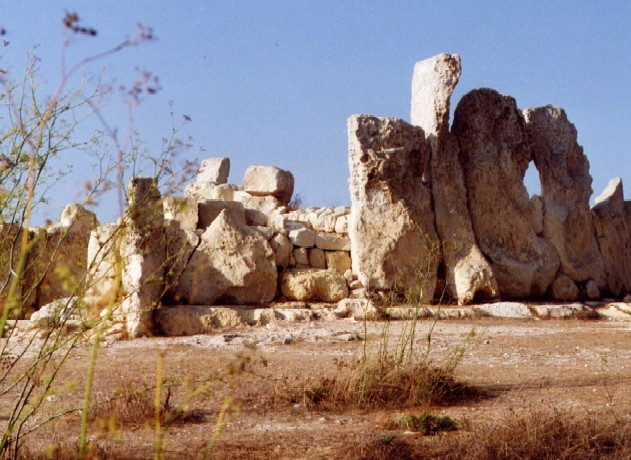
Ħaġar Qim

Pozoruhodné megalitické stavby se nacházejí na Korsice, Sardinii, Sicílii a zejména na Maltě; přiřadit sem lze i do skály vytesané hroby na Baleárských ostrovech.
- K megalitické kultuře na Maltě se počítají zejména velké chrámy jako jsou Ħaġar Qim, Mnajdra, Ġgantija nebo Tarxien, a také fenomén podzemního posvátného hypogea v Hal Saflieni.

Severní afrika

## Popis kultury
Nálezy ukazují, že již šlo o organizovanou společnost s hierarchií.